# Ferenc Rákosi
Ferenc Rákosi (nemško Ferenc Rikker), madžarski rokometaš, * 25. november 1910, Pancsova, † 10. julij 1987, Budimpešta.
Leta 1936 je na poletnih olimpijskih igrah v Berlinu v sestavi madžarske rokometne reprezentance osvojil četrto mesto.